# Pérdida por fricción

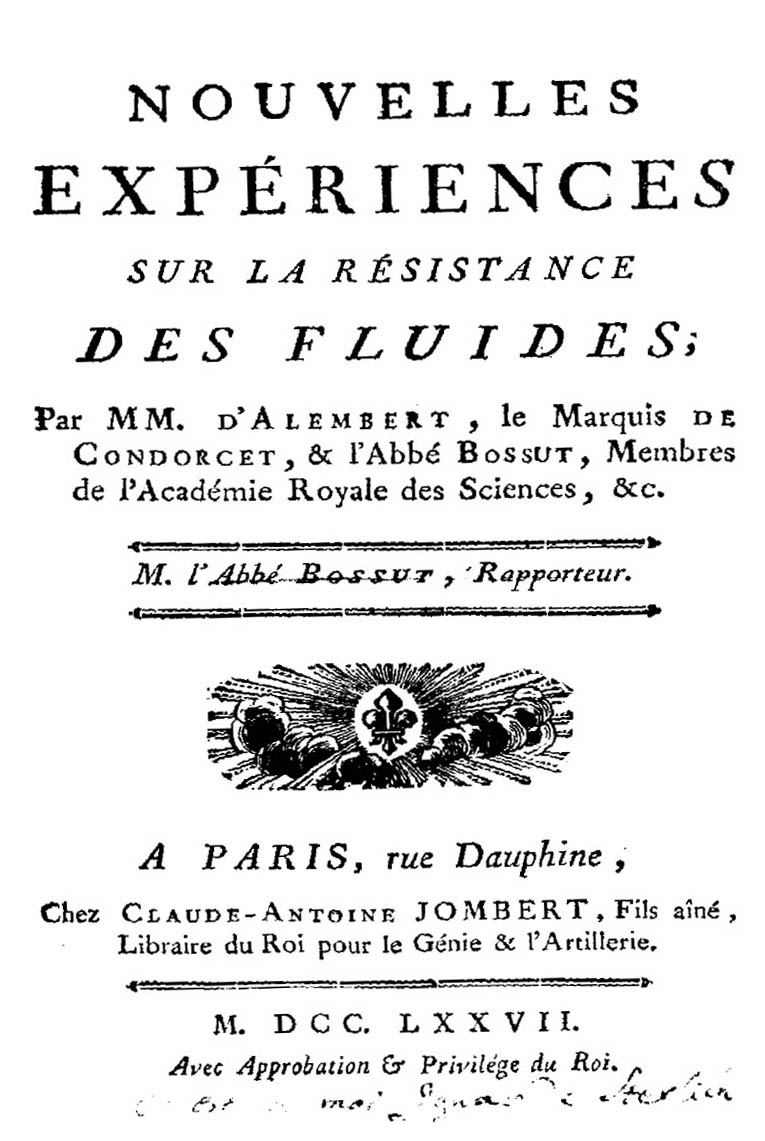
Jean Le Rond d'Alembert, Nouvelles expériences sur la résistance des fluides, 1777

En dinámica de fluidos, la pérdida por fricción, o pérdida friccional es la pérdida de carga que se produce en un recipiente, como una tubería o un conducto, debido al efecto de la viscosidad del fluido cerca de la superficie del recipiente. 

## Ingeniería
La pérdida por fricción es un problema importante en ingeniería siempre que se hace fluir un fluido, ya sea en un conducto o tubería completamente cerrados, o con una superficie abierta al aire.
- Históricamente, ha sido un problema en acueductos de todo tipo a lo largo de la historia de la humanidad. También es relevante en las redes de alcantarillado. Su estudio sistemático se remonta a Henry Darcy, un ingeniero de acueductos.

- Los flujos naturales en los lechos de los ríos son importantes para la actividad humana; la pérdida por fricción en el lecho de un río afecta a la altura del caudal, lo que es especialmente significativo durante las inundaciones.

- Las economías de las tuberías para el transporte de productos petroquímicos se ven muy afectadas por la pérdida por fricción. El gasoducto Yamal-Europa transporta metano a un caudal volumétrico de 32,3 × 109 m3 de gas al año, con números de Reynolds superiores a 50 × 106.[2]
- En aplicaciones hidroeléctricas, la energía perdida por la fricción superficial en canales y conductos forzados no está disponible para trabajos útiles, como la generación de electricidad.
- En aplicaciones refrigerantes, se gasta energía bombeando el fluido refrigerante a través de tuberías o del condensador. En los sistemas split, las tuberías que transportan el refrigerante sustituyen a los conductos de aire de los sistemas HVAC.

## Cálculo del caudal volumétrico
En el siguiente análisis, definimos el caudal volumétrico V̇ (es decir, el volumen de fluido que fluye por unidad de tiempo) como 
{\displaystyle {\dot {V}}=\pi r^{2}v}
donde
r = radio de la tubería (para una tubería de sección circular, el radio interno de la tubería).
v = velocidad media del fluido que fluye a través de la tubería.
A = área de la sección transversal de la tubería.
En tuberías largas, la pérdida de presión (suponiendo que la tubería está nivelada) es proporcional a la longitud de la tubería implicada.
La pérdida por fricción es entonces el cambio de presión Δp por unidad de longitud de la tubería «L»
{\displaystyle {\frac {\Delta p}{L}}.}
Cuando la presión se expresa en términos de la altura equivalente de una columna de ese fluido, como es habitual con el agua, la pérdida por fricción se expresa como «S», la «pérdida de carga» por longitud de tubería, una cantidad adimensional también conocida como «pendiente hidráulica».
{\displaystyle S={\frac {h_{f}}{L}}={\frac {1}{\rho \mathrm {g} }}{\frac {\Delta p}{L}}.}
donde
ρ = densidad del fluido, (SI kg / m3)
g = la intensidad del campo gravitatorio local;

## Caracterización de la pérdida por fricción
La pérdida por fricción, debida a la tensión cortante entre la superficie de la tubería y el fluido que circula por su interior, depende de las condiciones del flujo y de las propiedades físicas del sistema. Estas condiciones pueden resumirse en un número adimensional Re, conocido como número de Reynolds
{\displaystyle \mathrm {Re} ={\frac {1}{\nu }}VD}
donde “'V”' es la velocidad media del fluido y “'D”' el diámetro de la tubería (cilíndrica). En esta expresión, las propiedades del fluido se reducen a la viscosidad cinemática ν
{\displaystyle \nu ={\frac {\mu }{\rho }}}
donde
μ = viscosidad del fluido (SI kg / m • s)

### Pérdida por fricción en tuberías rectas
La pérdida por fricción en secciones rectas y uniformes de tuberías, conocida como «pérdida principal», está causada por los efectos de la viscosidad, el movimiento de las moléculas del fluido entre sí o contra la pared (posiblemente rugosa) de la tubería. En este caso, influye en gran medida si el flujo es laminar (Re < 2000) o turbulento (Re > 4000):
- En el flujo laminar, las pérdidas son proporcionales a la velocidad del fluido, “'V”'; esa velocidad varía suavemente entre el volumen del fluido y la superficie de la tubería, donde es cero. La rugosidad de la superficie de la tubería no influye ni en el flujo del fluido ni en la pérdida por fricción.

- En el flujo turbulento, las pérdidas son proporcionales al cuadrado de la velocidad del fluido, “'V”'2; aquí, una capa de remolinos y vórtices caóticos cerca de la superficie de la tubería, llamada subcapa viscosa, forma la transición al flujo principal. En este dominio, deben tenerse en cuenta los efectos de la rugosidad de la superficie de la tubería. Es útil caracterizar esa rugosidad como la relación entre la altura de la rugosidad ε y el diámetro de la tubería “'D”', la «rugosidad relativa». Hay tres subdominios relacionados con el flujo turbulento:
  - En el dominio de tuberías lisas, la pérdida por fricción es relativamente insensible a la rugosidad.
  - En el dominio de tuberías rugosas, la pérdida por fricción está dominada por la rugosidad relativa y es insensible al número de Reynolds.
  - En el dominio de transición, la pérdida por fricción es sensible a ambos.
- Para números de Reynolds 2000 < Re < 4000, el flujo es inestable y varía con el tiempo a medida que se forman y desaparecen aleatoriamente vórtices dentro del flujo. Este dominio del flujo no está bien modelado, ni se conocen bien sus detalles.

### Fricción por forma
Hay otros factores, además del flujo recto en las tuberías, que provocan pérdidas por fricción; se conocen como «pérdidas menores»:
- Accesorios, como codos, acoplamientos, válvulas o transiciones en el diámetro de mangueras o tuberías,
- Objetos que se introducen en el flujo de fluido.

A efectos del cálculo de la pérdida total por fricción de un sistema, las fuentes de fricción por forma se reducen a veces a una longitud equivalente de tubería.

## Rugosidad de la superficie
La rugosidad de la superficie de la tubería o conducto afecta al flujo de fluidos en el régimen de flujo turbulento. Normalmente se denota con ε, los valores utilizados para los cálculos del flujo de agua, para algunos materiales representativos son:
| Material | mm            | pulgadas       |
| --- | ------------- | -------------- |
| Tuberías de plástico corrugado (rugosidad aparente) | 3,5           | 0,14           |
| Alcantarillado maduro | 3,0           | 0,12           |
| Tuberías principales de acero con tuberculaciones generales | 1,2           | 0,047          |
| Acero remachado | 0,9–9,0       | 0,035–0,35     |
| Hormigón (asfaltos con cepillado intenso o erosionados por materiales afilados), Ladrillo                                                                                       | 0,5           | 0,02           |
| Hormigón | 0,3–3,0       | 0,012–0,12     |
| Madera | 0,2–0,9       | 5–23           |
| Metales galvanizados (acabado normal), Hierro fundido (recubierto y sin recubrir)                                                                                               | 0,15–0,26     | 0,006–0,010    |
| Hierro fundido asfaltado | 0,12          | 0,0048         |
| Hormigón (nuevo o bastante nuevo, liso) | 0,1           | 0,004          |
| Tubos de acero, metales galvanizados (acabado liso), Hormigón (nuevo, inusualmente liso, con juntas lisas), Cemento de amianto, Tubo de goma recto flexible (con interior liso) | 0,025–0,045   | 0,001–0,0018   |
| Acero comercial o soldado, hierro forjado | 0,045         | 0,0018         |
| PVC, latón, cobre, vidrio, otros tubos estirados | 0,0015–0,0025 | 0,00006–0,0001 |

Los valores utilizados para calcular la pérdida por fricción en conductos (por ejemplo, aire) son:
| Material                                      | mm   | pulgadas |
| --------------------------------------------- | ---- | -------- |
| Conducto flexible (cables expuestos)          | 3,00 | 0,120    |
| Conducto flexible (cables cubiertos)          | 0,90 | 0,036    |
| Acero galvanizado                             | 0,15 | 0,006    |
| PVC, acero inoxidable, aluminio, hierro negro | 0,05 | 0,0018   |

## Cálculo de la pérdida por fricción

### Ecuación de Hagen-Poiseuille
El flujo laminar se encuentra en la práctica con fluidos muy viscosos, como el aceite de motor, que fluyen a baja velocidad a través de tubos de pequeño diámetro. La pérdida por fricción en condiciones de flujo laminar sigue la ecuación de Hagen-Poiseuille, que es una solución exacta de las ecuaciones de Navier-Stokes. Para una tubería circular con un fluido de densidad “'ρ”' y viscosidad “'μ”', la pendiente hidráulica “'S”' se puede expresar
{\displaystyle S={\frac {64}{\mathrm {Re} }}{\frac {V^{2}}{2gD}}={\frac {64\nu }{2g}}{\frac {V}{D^{2}}}}
En el flujo laminar (es decir, con Re < ~2000), la pendiente hidráulica es proporcional a la velocidad del flujo.

### Ecuación de Darcy-Weisbach
En muchas aplicaciones prácticas de ingeniería, el flujo de fluidos es más rápido, por lo que es turbulento en lugar de laminar. En un flujo turbulento, se observa que la pérdida por fricción es aproximadamente proporcional al cuadrado de la velocidad del flujo e inversamente proporcional al diámetro de la tubería, es decir, la pérdida por fricción sigue la ecuación fenomenológica Darcy–Weisbach, en la que la «pendiente hidráulica» «S» puede expresarse
{\displaystyle S=f_{D}{\frac {1}{2g}}{\frac {V^{2}}{D}}}
donde hemos introducido el factor de fricción de Darcy «f»“'D”' (pero véase «Confusión con el factor de fricción de Fanning»);
«f»“'D”' = Factor de fricción de Darcy
Tengase en cuenta que el valor de este factor adimensional depende del diámetro de la tubería “'D”' y de la rugosidad de la superficie de la tubería ε. Además, también varía con la velocidad del flujo “'V”' y con las propiedades físicas del fluido (normalmente agrupadas en el número de Reynolds Re). Por lo tanto, la pérdida por fricción no es exactamente proporcional al cuadrado de la velocidad del flujo, ni a la inversa del diámetro de la tubería: el factor de fricción tiene en cuenta la dependencia restante de estos parámetros.
A partir de mediciones experimentales, las características generales de la variación de «f»“'D”' son, para una «rugosidad relativa» ε / “'D”' fija y para un número de Reynolds Re = «V» “'D”' / ν > ~2000,
- Con una rugosidad relativa ε / “'D”' < 10−6, “'f”'“'D”' disminuye en valor al aumentar Re en una ley de potencia aproximada, con un cambio de un orden de magnitud en “'f”'“'D”' por cada cuatro órdenes de magnitud en Re. Esto se denomina régimen de «tubería lisa», en el que el flujo es turbulento pero no sensible a las características de rugosidad de la tubería (porque los vórtices son mucho más grandes que esas características).

- A mayor rugosidad, con el aumento del número de Reynolds Re, «f»«D»» sube desde su valor en tubería lisa, acercándose a una asíntota que varía logarítmicamente con la rugosidad relativa ε«D»; este régimen se denomina flujo de «tubería rugosa».

- El punto de partida del flujo liso se produce a un número de Reynolds aproximadamente inversamente proporcional al valor de la rugosidad relativa: cuanto mayor es la rugosidad relativa, menor es el Re de partida. El rango de Re y ε/D entre el flujo en tubería lisa y el flujo en tubería rugosa se denomina «transicional». En esta región, las mediciones de Nikuradse muestran una disminución del valor de «f»“'D”' con Re, antes de acercarse a su valor asintótico desde abajo,[11] aunque Moody decidió no seguir esos datos en su gráfico,[12]

### Cálculo de la pérdida por fricción del agua en una tubería

Pérdida por fricción del agua («pendiente hidráulica») «S» frente al caudal «Q» para una tubería de PVC ANSI Sch. 40 NPT determinada, altura de rugosidad «ε» = 1,5 μm

En un problema de diseño, se puede seleccionar una tubería para una pendiente hidráulica «S» concreta basándose en el diámetro «D» de la tubería candidata y su rugosidad ε.
Con estas cantidades como entradas, el factor de fricción «f»«D» puede expresarse en forma cerrada en la ecuación de Colebrook-White u otra función de ajuste, y a partir de ahí se pueden calcular el volumen de flujo «Q» y la velocidad del flujo «V».
En el caso del agua (ρ = 1 g/cc, μ = 1 g/m/s) que fluye a través de un tubo de PVC Schedule-40 de 12 pulgadas (300 mm) (ε = 0,0015 mm, «D» = 11,938 pulgadas), se alcanza una pendiente hidráulica «S» = 0,01 (1 %) a un caudal «Q» = 157 lps (litros por segundo) o a una velocidad «V» = 2,17 m/s (metros por segundo).
La siguiente tabla proporciona el número de Reynolds Re, el factor de fricción de Darcy «f»«D», el caudal «Q» y la velocidad «V» de modo que la pendiente hidráulica «S» = «h»«f» / «L» = 0,01, para una variedad de tamaños nominales de tubería (NPS).
| NPS | NPS | “'D”'  | “'S”' | Re     | “'f”'“'D”' | “'Q”' | “'Q”'   | “'V”' | “'V”' |
| en  | mm  | en     | “'S”' | Re     | “'f”'“'D”' | gpm   | lps     | ft/s  | m/s   |
| --- | --- | ------ | ----- | ------ | ---------- | ----- | ------- | ----- | ----- |
| 12  | 15  | 0,622  | 0,01  | 4467   | 5,08       | 0,9   | 0,055   | 0,928 | 0,283 |
| 34  | 20  | 0,824  | 0,01  | 7301   | 5,45       | 2     | 0,120   | 1,144 | 0,349 |
| 1   | 25  | 1,049  | 0,01  | 11090  | 5,76       | 3,8   | 0,232   | 1,366 | 0,416 |
| 12  | 40  | 1,610  | 0,01  | 23121  | 6,32       | 12    | 0,743   | 1,855 | 0,565 |
| 2   | 50  | 2,067  | 0,01  | 35360  | 6,64       | 24    | 1,458   | 2,210 | 0,674 |
| 3   | 75  | 3,068  | 0,01  | 68868  | 7,15       | 70    | 4,215   | 2,899 | 0,884 |
| 4   | 100 | 4,026  | 0,01  | 108615 | 7,50       | 144   | 8,723   | 3,485 | 1,062 |
| 6   | 150 | 6,065  | 0,01  | 215001 | 8,03       | 430   | 26,013  | 4,579 | 1,396 |
| 8   | 200 | 7,981  | 0,01  | 338862 | 8,39       | 892   | 53,951  | 5,484 | 1,672 |
| 10  | 250 | 10,020 | 0,01  | 493357 | 8,68       | 1631  | 98,617  | 6,360 | 1,938 |
| 12  | 300 | 11,938 | 0,01  | 658254 | 8,90       | 2592  | 156,765 | 7,122 | 2,171 |

Tengase en cuenta que las fuentes citadas recomiendan mantener la velocidad del flujo por debajo de 5 pies/segundo (~1,5 m/s).
Tengase en cuenta también que el valor «f»«D» que aparece en esta tabla es en realidad una cantidad adoptada por la NFPA y la industria, conocida como C, que tiene las unidades habituales «psi/(100 gpm»2»ft)» y se puede calcular utilizando la siguiente relación:
{\displaystyle \Delta P_{f}'=CQ'^{2}L'}
donde {\displaystyle \Delta P_{f}'} es la presión en psi, {\displaystyle Q'} es el caudal en «100 gpm» y {\displaystyle L'} es la longitud de la tubería en «100 ft».

### Cálculo de la pérdida por fricción del aire en un conducto

Una representación gráfica de la relación entre Δ'“p”' / “'L”', la pérdida de presión por unidad de longitud de tubería, frente al volumen de flujo “'Q”', para una serie de opciones de diámetro de tubería “'D”', para aire a temperatura y presión estándar. Las unidades son SI. También se muestran las líneas de Re √fD constante.

La pérdida por fricción se produce cuando un gas, por ejemplo el aire, fluye a través de un conducto de aire.
La diferencia en el carácter del flujo con respecto al caso del agua en una tubería se debe a los diferentes números de Reynolds Re y a la rugosidad del conducto.

La pérdida por fricción se suele expresar como pérdida de presión para una longitud de conducto determinada, Δp / L, en unidades de pulgadas de agua (EE. UU.) por cada 100 pies o kg / m2 / s2 (SI).
Para elecciones específicas de material de conductos, y suponiendo aire a temperatura y presión estándar (STP), se pueden utilizar tablas estándar para calcular la pérdida por fricción esperada. El gráfico que se muestra en esta sección se puede utilizar para determinar gráficamente el diámetro requerido del conducto que se debe instalar en una aplicación en la que se determina el volumen de flujo y el objetivo es mantener la pérdida de presión por unidad de longitud del conducto «S» por debajo de un valor objetivo en todas las partes del sistema en estudio. En primer lugar, seleccione la pérdida de presión deseada Δp / L, por ejemplo, 1 kg / m2 / s2 (0,12 en H2O por 100 ft) en el eje vertical (ordenada). A continuación, desplácese horizontalmente hasta el volumen de flujo necesario «Q», por ejemplo, 1 m3 / s (2000 cfm): la elección de un conducto con un diámetro «D» = 0,5 m (20 pulgadas) dará como resultado una tasa de pérdida de presión Δp / L inferior al valor objetivo. Cabe señalar que si se selecciona un conducto con un diámetro «D» = 0,6 m (24 pulgadas), se obtendrá una pérdida Δp / L de 0,02 kg/m2/s2 (0,02 in H2O por 100 ft), lo que ilustra las grandes ganancias en eficiencia del soplador que se pueden lograr utilizando conductos ligeramente más grandes.
La siguiente tabla muestra el caudal «Q» tal que la pérdida por fricción por unidad de longitud Δp / L (SI kg / m2 / s2) es 0,082, 0,245 y 0,816, respectivamente, para una variedad de tamaños nominales de conductos. Los tres valores elegidos para la pérdida por fricción corresponden, en unidades estadounidenses (pulgadas de columna de agua por cada 100 pies), a 0,01, 0,03 y 0,1. Tenga en cuenta que, aproximadamente, para un valor dado de volumen de flujo, un aumento en el tamaño del conducto (por ejemplo, de 100 mm a 120 mm) reducirá la pérdida por fricción en un factor de 3.
| Δp / L              | Δp / L              | 0,082 | 0,245  | 0,816 |        |       |         |
| kg / m2 / s2        |                     | 0,082 | 0,245  | 0,816 |        |       |         |
| Tamaño del conducto | Tamaño del conducto | Q     | Q      |       |        | Q     | Q       |
| en                  | mm                  | cfm   | m3/s   | cfm   | m3/s   | cfm   | m3/s    |
| 212                 | 63                  | 3     | 0,0012 | 5     | 0,0024 | 10    | 0,0048  |
| 314                 | 80                  | 5     | 0,0024 | 10    | 0,0046 | 20    | 0,0093  |
| 4                   | 100                 | 10    | 0,0045 | 18    | 0,0085 | 36    | 0,0171  |
| 5                   | 125                 | 18    | 0,0083 | 33    | 0,0157 | 66    | 0,0313  |
| 6                   | 160                 | 35    | 0,0163 | 65    | 0,0308 | 129   | 0,0611  |
| 8                   | 200                 | 64    | 0,0301 | 119   | 0,0563 | 236   | 0,1114  |
| 10                  | 250                 | 117   | 0,0551 | 218   | 0,1030 | 430   | 0,2030  |
| 12                  | 315                 | 218   | 0,1031 | 407   | 0,1919 | 799   | 0,3771  |
| 16                  | 400                 | 416   | 0,1965 | 772   | 0,3646 | 1513  | 0,7141  |
| 20                  | 500                 | 759   | 0,3582 | 1404  | 0,6627 | 2743  | 1,2945  |
| 24                  | 630                 | 1411  | 0,6657 | 2603  | 1,2285 | 5072  | 2,3939  |
| 32                  | 800                 | 2673  | 1,2613 | 4919  | 2,3217 | 9563  | 4,5131  |
| 40                  | 1000                | 4847  | 2,2877 | 8903  | 4,2018 | 17270 | 8,1504  |
| 48                  | 1200                | 7876  | 3,7172 | 14442 | 6,8161 | 27969 | 13,2000 |

Tenga en cuenta que, para el gráfico y la tabla que se presentan aquí, el flujo se encuentra en el dominio de tuberías turbulentas y lisas, con R* < 5 en todos los casos.